# Walldorf (Hessen)

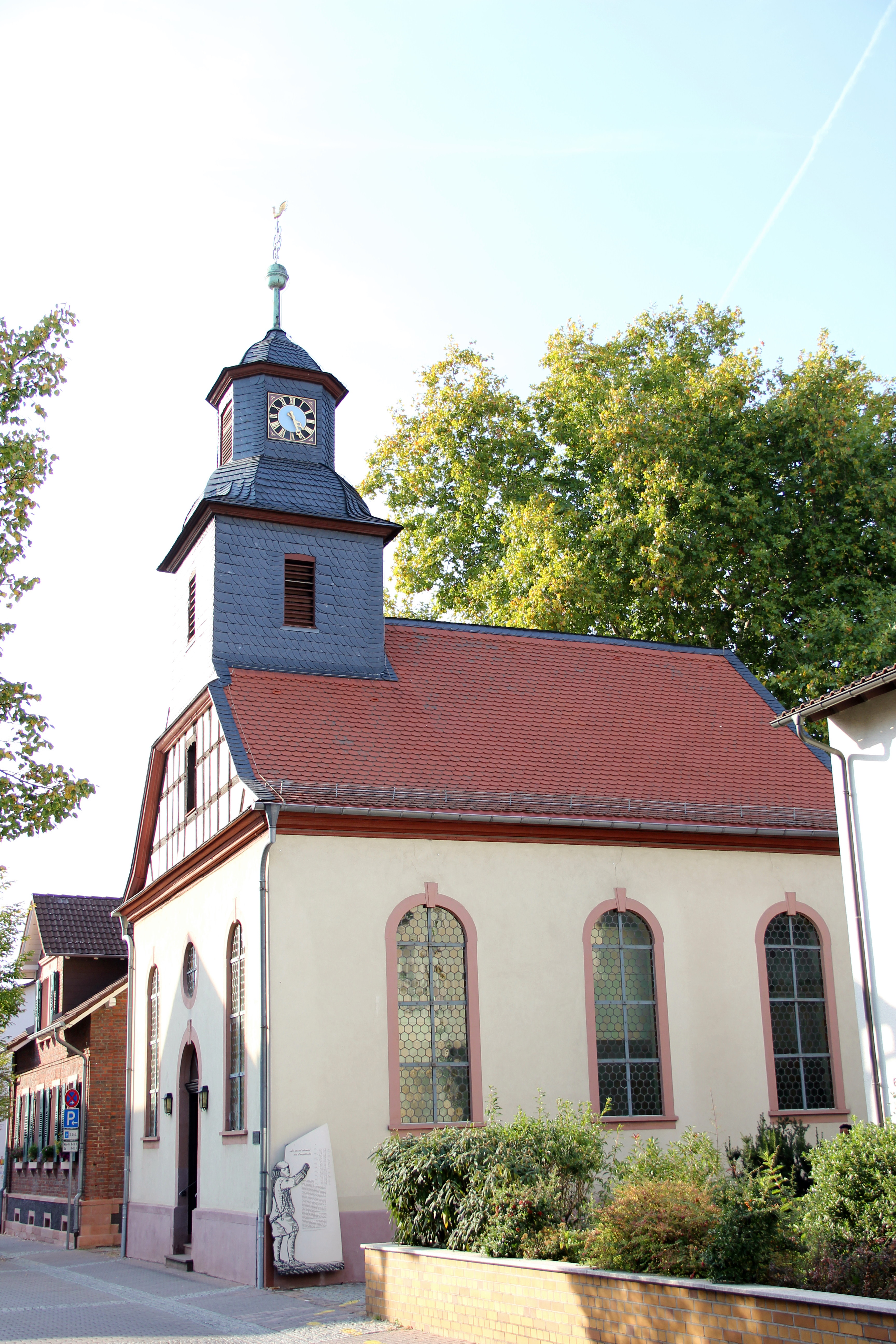
Waldenserkirche Walldorf

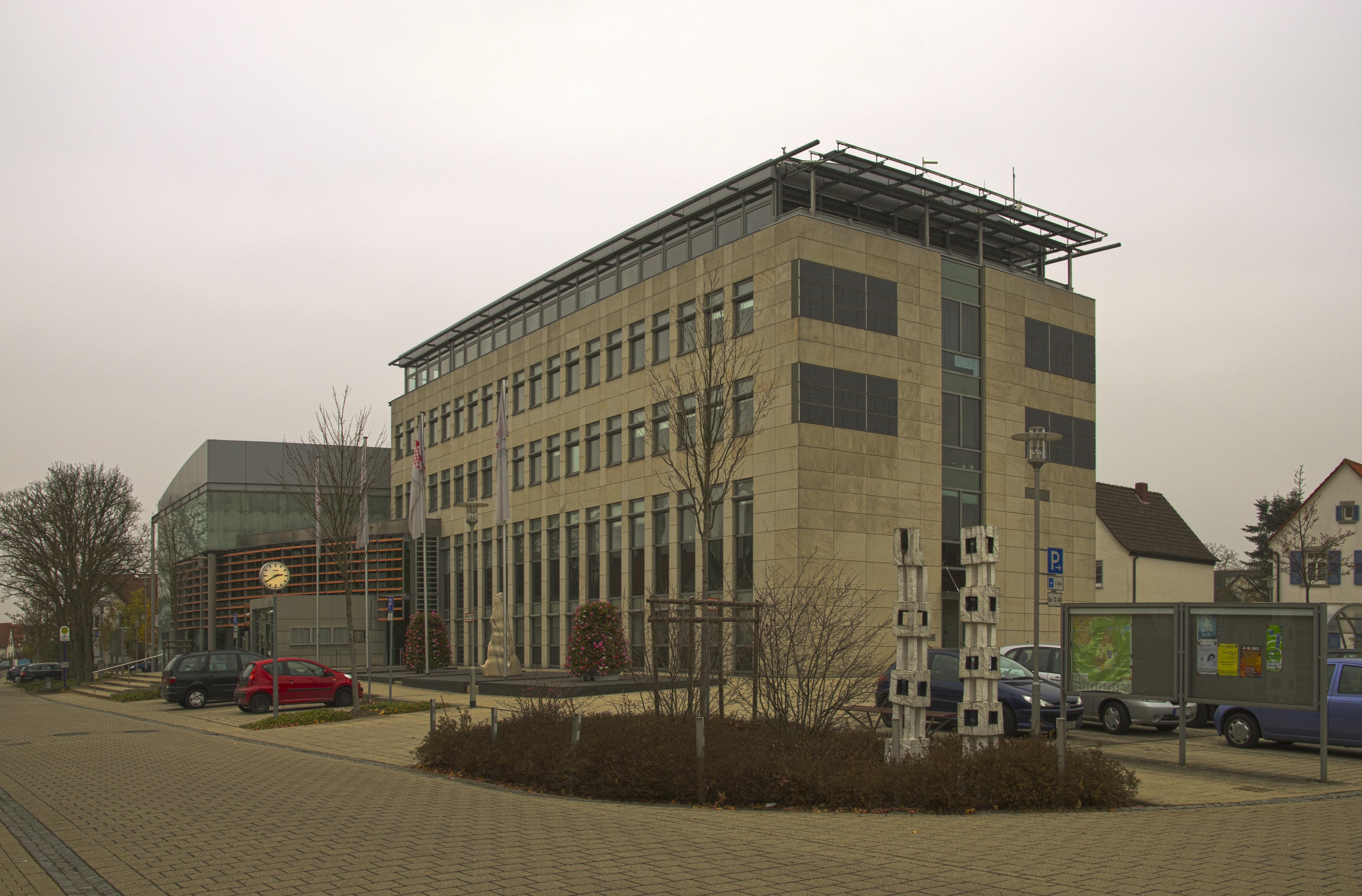
Rathaus in der Flughafenstraße

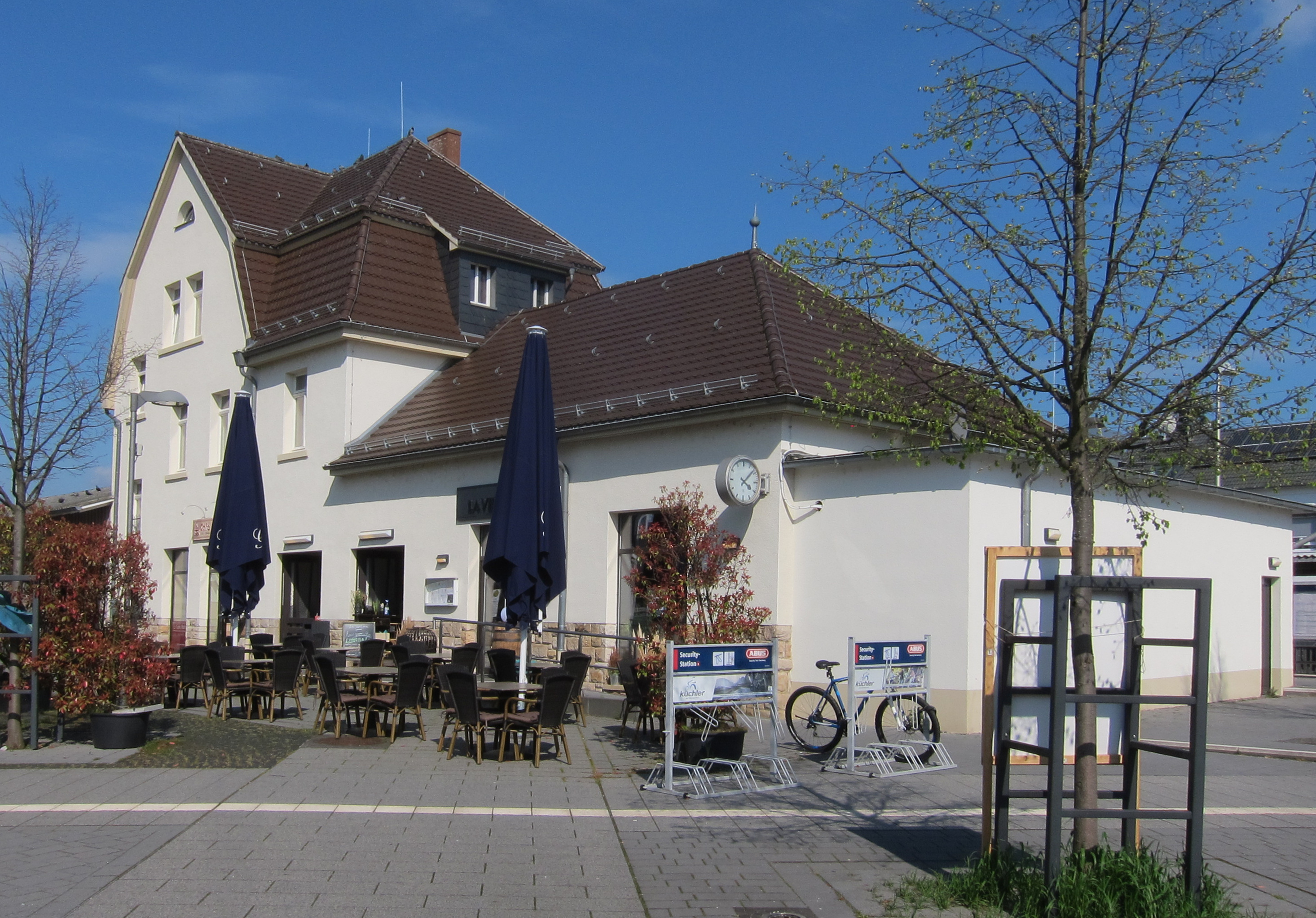
Bahnhof Walldorf (Hessen)

Walldorf (ⓘ) ist eine Teilstadt von Mörfelden-Walldorf im südhessischen Kreis Groß-Gerau.

## Geographische Lage
Walldorf liegt in einer Rodungsinsel der waldreichen Untermainebene im Rhein-Main-Gebiet, im Dreieck zwischen den südhessischen Großstädten Frankfurt am Main, Darmstadt und Mainz und grenzt an die Südseite des Frankfurter Flughafens. In Nordost-Südwest-Richtung wird die Gemarkung vom Gundbach entwässert, der streckenweise den Nordwestrand der Ortslage begleitet. Der Südwestteil der Gemarkung um die Birkenseewiese und den Alten Torfstich gehört zu dem ausgedehnten Naturschutzgebiet Mönchbruch. Östlich von Walldorf, jenseits der Bundesautobahn 5, liegt der Walldorfer Badesee. Den Norden der Gemarkung jenseits des Gundbachs nimmt der Gundwald ein, der bis zum Flughafengelände reicht.
Die nächstgelegenen Ortschaften sind im Süden, knapp vier Kilometer entfernt, die Teilstadt Mörfelden, im Osten Langen und Buchschlag, im Nordosten Zeppelinheim, im Norden die Cargo City Süd des Flughafens, sowie im Westen Raunheim und Haßloch.

## Geschichte

### Ortsgeschichte
Der Dreißigjährige Krieg mit seinen großen Menschenverlusten und Zerstörungen bereitete den Boden für die Gründung von Walldorf.
Auf Einladung von Landgraf Ernst-Ludwig von Hessen-Darmstadt kamen am 21. Juni 1699 14 aus den Cottischen Alpen des Piemont vertriebene Waldenserfamilien hier an und gründeten die Waldenserkolonie am Gundhof, die 1715 den Namen Walldorf erhielt. Die Familien waren unter anderen Cezanne, Coutandin, Reviol, Gaydoul, Pons, Tron, Bonin. Die Verwaltungsgeschichte teilt es mit Mörfelden.
Durch den kargen sandigen Ackerboden und durch die steigende Bevölkerungszahl litten die Kolonisten und ihre Nachkommen lange Zeit Not. Etliche Bewohner mussten als Waldarbeiter oder Taglöhner ihren Lebensunterhalt verdienen. Nur mit Spenden von reformierten Gemeinden in Frankfurt, Holland, Großbritannien und der Schweiz konnte 1804/05 die heutige Waldenserkirche gebaut werden.
Die Statistisch-topographisch-historische Beschreibung des Großherzogthums Hessen berichtet 1829 über Walldorf:

„Walldorf (L. Bez. Langen) reform. Pfarrdorf; liegt 2 St. von Langen, besteht aus 64 Häusern und 506 Einw., die außer 11 Luth. 3 Kath. und 10 Juden reformirt sind. Das Dorf wurde zu Anfang des 18. Jahrhunderts von französischen Emigranten angelegt.“

Die Inbetriebnahme der Riedbahn durch die Hessische Ludwigsbahn im November 1879 brachte einen wirtschaftlichen Aufschwung. Viele Walldorfer fanden Arbeit in den Betrieben der nahe gelegenen Großstädte. Der ländlich geprägte Ort wandelte sich dadurch zunehmend in eine Arbeiterwohngemeinde.
Vom 23. August bis 24. November 1944 bestand in Walldorf das KZ-Außenlager Walldorf. 1700 jüdische Mädchen und Frauen wurden 1944 aus Ungarn verschleppt und mussten am Frankfurter Flughafen Ausbau- und Reparaturarbeiten an den Rollbahnen unter unmenschlichen Bedingungen verrichten. Etwa 50 Frauen überlebten die viermonatige Lagerzeit nicht. Von den restlichen Frauen überlebten nur etwa 300 die weitere Deportation und das Dritte Reich. Dieser Teil der Walldorfer Geschichte wurde erst 1972 von drei Jugendlichen wiederentdeckt und 2003 in dem Film Rollbahn (2003) verarbeitet.
Auch in Walldorf wurden während der Nazizeit jüdische Bewohner deportiert. Daran erinnern die 54 bislang verlegten Stolpersteine.
Nach dem Zweiten Weltkrieg und der Währungsreform 1948 wuchs Walldorf zunächst durch Aufnahme von Heimatvertriebenen und Flüchtlingen und später durch die stürmische wirtschaftliche Entwicklung des Rhein-Main-Gebietes. Für die ständig wachsende Bevölkerung mussten neue Wohngebiete und Gewerbegebiete erschlossen und die Leistungsfähigkeit der Infrastruktur ausgebaut werden. Zu den in „Walldorf b./Frankfurt-Main“ ortsansässigen Unternehmen gehörte die Saitenfabrik Josima (für alle Musikinstrumente) von Joh. Siebenhüner.
Der Gemeinde Walldorf wurde am 24. Juli 1962 durch die Hessische Landesregierung das Recht zur Führung der Bezeichnung Stadt verliehen.
Im Zuge der Gebietsreform in Hessen wurden die Städte Walldorf und Mörfelden im Jahr 1977 zur Stadt Waldfelden zusammengeschlossen. Ein Jahr später erfolgte auf Antrag der neu gegründeten Stadt die Umbenennung in Mörfelden-Walldorf.

### Verwaltungsgeschichte im Überblick
Die folgende Liste zeigt die Staaten und Verwaltungseinheiten, denen Walldorf angehört(e):
- vor 1803: Heiliges Römisches Reich, Landgrafschaft Hessen, Obergrafschaft Katzenelnbogen, Amt Kelsterbach
- ab 1803: Heiliges Römisches Reich, Landgrafschaft Hessen-Darmstadt, Fürstentum Starkenburg, Amt Kelsterbach
- ab 1806: Großherzogtum Hessen,[Anm. 2] Fürstentum Starkenburg, Amt Kelsterbach[14]
- ab 1815: Großherzogtum Hessen, Provinz Starkenburg, Amt Kelsterbach
- ab 1821: Großherzogtum Hessen, Provinz Starkenburg, Landratsbezirk Langen[Anm. 3]
- ab 1832: Großherzogtum Hessen, Provinz Starkenburg, Kreis Groß-Gerau
- ab 1848: Großherzogtum Hessen, Regierungsbezirk Darmstadt
- ab 1852: Großherzogtum Hessen, Provinz Starkenburg, Kreis Groß-Gerau
- ab 1871: Deutsches Reich,[Anm. 4] Großherzogtum Hessen, Provinz Starkenburg, Kreis Groß-Gerau
- ab 1918: Deutsches Reich, Volksstaat Hessen, Provinz Starkenburg, Kreis Groß-Gerau
- ab 1938: Deutsches Reich, Volksstaat Hessen, Landkreis Groß-Gerau[15][Anm. 5]
- ab 1945: Deutsches Reich, Amerikanische Besatzungszone,[Anm. 6] Groß-Hessen, Regierungsbezirk Darmstadt, Kreis Groß-Gerau
- ab 1946: Deutsches Reich, Amerikanische Besatzungszone, Hessen, Regierungsbezirk Darmstadt, Kreis Groß-Gerau
- ab 1949: Bundesrepublik Deutschland, Hessen, Regierungsbezirk Darmstadt, Kreis Groß-Gerau
- ab 1977: Bundesrepublik Deutschland, Hessen, Regierungsbezirk Darmstadt, Kreis Groß-Gerau, Stadt Waldfelden
- ab 1978: Bundesrepublik Deutschland, Hessen, Regierungsbezirk Darmstadt, Kreis Groß-Gerau, Stadt Mörfelden-Walldorf

### Einwohnerentwicklung
| • 1806: | 252 Einwohner, 40 Häuser  |
| • 1829: | 506 Einwohner, 64 Häuser  |
| • 1867: | 793 Einwohner, 114 Häuser |

| Walldorf: Einwohnerzahlen von 1791 bis 2020 Jahr Einwohner 1791 211 1800 211 1806 252 1829 506 1834 583 1840 562 1846 588 1852 649 1858 775 1864 745 1871 831 1875 914 1885 1.084 1895 1.327 1905 1.904 1910 2.443 1925 3.066 1939 4.447 1946 5.392 1950 6.211 1956 8.158 1961 9.731 1967 11.674 1970 12.712 1978 15.900 1985 16.287 1990 15.687 1995 15.649 2000 15.398 2005 16.446 2010 17.434 2011 16.944 2015 18.023 2020 18.020 Datenquelle: Histo  risches Ge  mein  de  ver  zeich  nis für Hessen: Die Be  völ  ke  rung der Ge  mei  nden 1834 bis 1967. Wies  baden: Hes  sisches Statis  tisches Lan  des  amt, 1968. Weitere Quellen: LAGIS [ 1 ] 1791: [ 17 ] ; 1800 [ 18 ] ; Stadt Mörfelden-Walldorf [ 19 ] [ 2 ] ; Zensus 2011 [ 20 ] | Die Einwohnerzahl von Walldorf stieg im 19. Jahrhundert bis 1875 langsam aber stetig an von 583 im Jahr 1834 auf 1327 im Jahr 1895. Vor dem Zweiten Weltkrieg 1939 lag die Zahl bei 4447 und 1946 bei 5392. In den 1950er Jahren begann ein starker Anstieg. 1961 hatte Walldorf mit 9731 Einwohnern Mörfelden überholt. Der weitere Zuwachs war ebenso explosionsartig auf 14393 am 31. März 1972, das sind rund 4500 Einwohner in zehn Jahren. |  |        |           |
| Walldorf: Einwohnerzahlen von 1791 bis 2020 | |  |        |           |
| Jahr | |  |        | Einwohner |
| 1791 | 1791 |  | 211    | 211       |
| 1800 | 1800 |  | 211    | 211       |
| 1806 | 1806 |  | 252    | 252       |
| 1829 | 1829 |  | 506    | 506       |
| 1834 | 1834 |  | 583    | 583       |
| 1840 | 1840 |  | 562    | 562       |
| 1846 | 1846 |  | 588    | 588       |
| 1852 | 1852 |  | 649    | 649       |
| 1858 | 1858 |  | 775    | 775       |
| 1864 | 1864 |  | 745    | 745       |
| 1871 | 1871 |  | 831    | 831       |
| 1875 | 1875 |  | 914    | 914       |
| 1885 | 1885 |  | 1.084  | 1.084     |
| 1895 | 1895 |  | 1.327  | 1.327     |
| 1905 | 1905 |  | 1.904  | 1.904     |
| 1910 | 1910 |  | 2.443  | 2.443     |
| 1925 | 1925 |  | 3.066  | 3.066     |
| 1939 | 1939 |  | 4.447  | 4.447     |
| 1946 | 1946 |  | 5.392  | 5.392     |
| 1950 | 1950 |  | 6.211  | 6.211     |
| 1956 | 1956 |  | 8.158  | 8.158     |
| 1961 | 1961 |  | 9.731  | 9.731     |
| 1967 | 1967 |  | 11.674 | 11.674    |
| 1970 | 1970 |  | 12.712 | 12.712    |
| 1978 | 1978 |  | 15.900 | 15.900    |
| 1985 | 1985 |  | 16.287 | 16.287    |
| 1990 | 1990 |  | 15.687 | 15.687    |
| 1995 | 1995 |  | 15.649 | 15.649    |
| 2000 | 2000 |  | 15.398 | 15.398    |
| 2005 | 2005 |  | 16.446 | 16.446    |
| 2010 | 2010 |  | 17.434 | 17.434    |
| 2011 | 2011 |  | 16.944 | 16.944    |
| 2015 | 2015 |  | 18.023 | 18.023    |
| 2020 | 2020 |  | 18.020 | 18.020    |
| Datenquelle: Historisches Gemeindeverzeichnis für Hessen: Die Bevölkerung der Gemeinden 1834 bis 1967. Wiesbaden: Hessisches Statistisches Landesamt, 1968. Weitere Quellen: LAGIS 1791:; 1800; Stadt Mörfelden-Walldorf; Zensus 2011 | |  |        |           |

### Historische Religionszugehörigkeit
Quelle: Historisches Ortslexikon
| • 1829: | 11 lutherische (= 2,17 %), 482 reformierte (= 95,26 %), 10 jüdische (= 1,98 %) und 3 katholische (= 0,59 %) Einwohner |
| • 1961: | 6157 evangelische (= 63,27 %), 2792 katholische (= 28,69 %) Einwohner                                                 |

## Wappen und Flagge
Wappen

Blasonierung: „In Rot ein silberner Eichenzweig mit drei silbernen Eicheln, belegt mit zwei schräggekreuzten goldnen Dreschflegeln.“
Das Wappen wurde der Stadt Walldorf zuletzt am 25. Februar 1966 durch den Hessischen Innenminister genehmigt. In seiner heutigen Form wurde es durch den Bad Nauheimer Heraldiker Heinz Ritt gestaltet.
Der Eichenzweig mit den drei Eicheln symbolisiert Walldorfs Lage im früheren Wildbann Dreieich und ist auch in anderen Wappen der Umgebung zu finden. Die Dreschflegel stehen für die Landwirtschaft, die Walldorf bis ins 20. Jahrhundert prägte. Die Farben sind an die Hessischen Landesfarben angelehnt.
Bereits Ortssiegel aus dem 19. Jahrhundert zeigten die beiden Symbole, so wie die Initiale W. 1927 wurde dem Ort dann das heutige Wappen verliehen, einem Vorschlag des Heraldikers W. H. Diehl folgend verzichtete man dabei jedoch auf das W.
 Flagge 
Die Flagge wurde der Stadt gemeinsam mit dem Wappen genehmigt und wird wie folgt beschrieben: 
Flaggenbeschreibung: „Auf breiter weißer Mittelbahn, beseitet von schmalen blauen Seitenbahnen, im oberen Drittel aufgelegt das Gemeindewappen.“

## Regelmäßige Veranstaltungen
- Oktober: Kerb[24]

## Verkehr und Infrastruktur
Die Bundesstraße 44 von Frankfurt am Main über Groß-Gerau nach Mannheim führt östlich an Walldorf vorbei. Über sie besteht bei Zeppelinheim eine Anschlussstelle an die Bundesautobahn 5. Die Kreisstraße K 152 verbindet als Okrifteler Straße Walldorf nach Nordwesten mit Kelsterbach und vereinigt sich streckenweise mit der K 823, die als Ringstraße um den Flughafen Frankfurt Main vom Frachtzentrum Süd unter der Startbahn West hindurch zum Frachtzentrum Nord, zum Terminal 1 und zum Terminal 2 führt.
Die Riedbahn von Frankfurt nach Mannheim ist einerseits für den Hochgeschwindigkeitsverkehr bis 200 km/h ausgebaut, andererseits ist der Bahnhof Walldorf (Hessen) Station für den Regionalverkehrszug RE 70 und für die S-Bahn-Linie 7 der S-Bahn Rhein-Main. Nach Frankfurt (Main) Hbf beträgt die Fahrzeit etwa 15 Minuten. Ferner gibt es Buslinien zum Flughafen Frankfurt Main Terminal 1.